# Élections présidentielles sous la Cinquième République dans la Marne
Depuis l'adoption de la Constitution de la Cinquième République française en 1958, dix élections présidentielles ont eu lieu afin d'élire le président de la République. Cette page présente les résultats de ces élections dans la Marne.

## Synthèse des résultats du second tour
Conservateur, la Marne vote traditionnellement plus à droite que la France. C'est en particulier le cas en 1981 et 2012 où le département a placé en tête respectivement Valéry Giscard d'Estaing (50,39 %) et Nicolas Sarkozy (55,31 %)alors qu'au niveau national ont été élus François Mitterrand (51,76 %) et François Hollande (51,64 %). En 2017, Emmanuel Macron obtient 9 points de moins qu'au niveau national.
| année | Répartition des exprimés | Répartition des exprimés | Participation (% des inscrits) | Blancs ou nuls (% des votants) |

| 2017 | Emmanuel Macron (57,01 %) (France : 66,10 %) | Marine Le Pen (42,99 %) (France : 33,90 %) | 75,07 % (France : 77,77 %) | 1,74 % (France : 2,47 %) |

| 2012 | François Hollande (44,69 %) (France : 51,64 %) | Nicolas Sarkozy (55,31 %) (France : 48,36 %) | 79,05 % (France : 80,35 %) | 1,65 % (France : 5,82 %) |

| 2007 | Nicolas Sarkozy (59,2 %) (France : 53,06 %) | Ségolène Royal (40,8 %) (France : 46,94 %) | 81,4 % (France : 83,97 %) | 1,4 % (France : 4,20 %) |

| 2002 | Jacques Chirac (79,83 %) (France : 82,21 %) | J.-M. Le Pen (20,17 %) (France : 17,79 %) | 70,68 % (France : 79,71 %) | 2,98 % (France : 3,38 %) |

| 1995 | Jacques Chirac (54,53 %) (France : 52,64 %) | Lionel Jospin (45,47 %) (France : 47,36 %) | 78 % (France : 78,38 %) | 2,4 % (France : 2,81 %) |

| 1988 | François Mitterrand (53,87 %) (France : 54,02 %) | Jacques Chirac (46,13 %) (France : 45,98 % %) | 80,7 % (France : 81,35 %) | 1,79 % (France : 2,00 %) |

| 1981 | François Mitterrand (49,61 %) (France : 51,76 %) | Valéry Giscard d'Estaing (50,39 %) (France : 48,24 %) | 81,43 % (France : 81,09 %) | 1,54 % (France : 1,62 %) |

| 1974 | Valéry Giscard d'Estaing (50,9 %) (France : 50,81 %) | François Mitterrand (49,1 %) (France : 49,19 %) | 84,87 % (France : 84,23 %) | 0,8 % (France : 0,92 %) |

| 1969 | Georges Pompidou (58,86 %) (France : 58,21 %) | Alain Poher (41,14 %) (France : 41,79 %) | 78,07 % (France : 77,59 %) | 1,24 % (France : 1,29 %) |

| 1965 | Charles de Gaulle (55,9 %) (France : 55,20 %) | François Mitterrand (44,1 %) (France : 44,80 %) | 84,44 % (France : 84,75 %) | 0,93 % (France : 1,01 %) |

|  | ▲ |

## Résultats détaillés par scrutin

### 2017
Le premier tour de l'élection présidentielle de 2017 voit s'affronter onze candidats. Emmanuel Macron arrive en tête devant Marine Le Pen et tous deux se qualifient pour le second tour. Néanmoins, avec François Fillon et Jean-Luc Mélenchon, les scores des quatre candidats ayant recueilli le plus de voix sont serrés (4,43 points entre le 1er et le 4e). Pour la première fois, aucun des candidats des deux partis politiques pourvoyeurs jusque-là des présidents de la Ve République, n'est présent au second tour. Celui-ci se tient le dimanche 7 mai et se solde par la victoire d'Emmanuel Macron, avec un total de 20 753 798 bulletins de vote en sa faveur, soit 66,10 % des suffrages exprimés, face à la candidate du Front national, qui recueille 33,90 %. Le scrutin est néanmoins marqué par une forte abstention et par un record de votes blancs ou nuls.
Dans la Marne, Marine Le Pen arrive en tête du premier tour avec 28,07 % des exprimés, suivie de François Fillon (22,15 %), Emmanuel Macron (20,75 %), Jean-Luc Mélenchon (15,12 %) et Nicolas Dupont-Aignan (5,75 %). Au second tour, les électeurs ont voté à 57,01 % pour Emmanuel Macron contre 42,99 % pour Marine Le Pen avec un taux de participation de 75,07 % des inscrits.
|             | FN          | Marine Le Pen         | 82 473  | 28,07 %    | 109 227 | 42,99 %    |  |  |
|             | LR          | François Fillon       | 65 081  | 22,15 %    |         |            |  |  |
|             | EM          | Emmanuel Macron       | 60 958  | 20,75 %    | 144 840 | 57,01 %    |  |  |
|             | LFi         | Jean-Luc Mélenchon    | 44 424  | 15,12 %    |         |            |  |  |
|             | DlF         | Nicolas Dupont-Aignan | 16 896  | 5,75 %     |         |            |  |  |
|             | PS          | Benoît Hamon          | 13 683  | 4,66 %     |         |            |  |  |
|             | NPA         | Philippe Poutou       | 2 762   | 0,94 %     |         |            |  |  |
|             | UPR         | François Asselineau   | 2 441   | 0,83 %     |         |            |  |  |
|             | RES         | Jean Lassalle         | 2 350   | 0,8 %      |         |            |  |  |
|             | LO          | Nathalie Arthaud      | 2 176   | 0,74 %     |         |            |  |  |
|             | SeP         | Jacques Cheminade     | 525     | 0,18 %     |         |            |  |  |
|             |             |                       |         |            |         |            |  |  |
|             |             |                       | Nombre  | % inscrits | Nombre  | % inscrits |  |  |
| Inscrits    | Inscrits    | Inscrits              | 381 696 |            | 381 657 |            |  |  |
| Abstentions | Abstentions | Abstentions           | 81 265  | 21,29 %    | 95 150  | 24,93 %    |  |  |
| Votants     | Votants     | Votants               | 300 431 | 78,71 %    | 286 507 | 75,07 %    |  |  |
|             |             |                       |         |            |         |            |  |  |
|             |             |                       |         | % votants  |         | % votants  |  |  |
| Blancs      | Blancs      | Blancs                | 4 851   | 1,27 %     | 24 483  | 6,41 %     |  |  |
| Nuls        | Nuls        | Nuls                  | 1 811   | 0,47 %     | 7 957   | 2,08 %     |  |  |
| Exprimés    | Exprimés    | Exprimés              | 293 769 | 76,96 %    | 254 067 | 66,57 %    |  |  |

### 2012
Hollande, désigné par le PS à la suite d'une primaire ouverte, devance Sarkozy dès le premier tour de l'élection présidentielle de 2012 : c'est la première fois qu'un président sortant est ainsi devancé. Au second tour, Sarkozy est battu mais par un écart plus faible qu'attendu.
Dans la Marne, Nicolas Sarkozy arrive en tête du premier tour avec 29,87 % des exprimés, suivi de François Hollande (24,05 %), Marine Le Pen (22,44 %), François Bayrou (9,5 %) et Jean-Luc Mélenchon (8,52 %). Au second tour, les électeurs ont voté à 44,69 % pour François Hollande contre 55,31 % pour Nicolas Sarkozy avec un taux de participation de 78,85 % des inscrits.
|                | UMP            | Nicolas Sarkozy       | 88 707  | 29,87 %    | 156 160 | 55,31 %    |  |  |
|                | PS             | François Hollande     | 71 432  | 24,05 %    | 126 156 | 44,69 %    |  |  |
|                | FN             | Marine Le Pen         | 66 640  | 22,44 %    |         |            |  |  |
|                | MoDem          | François Bayrou       | 28 210  | 9,5 %      |         |            |  |  |
|                | FG             | Jean-Luc Mélenchon    | 25 292  | 8,52 %     |         |            |  |  |
|                | DLF            | Nicolas Dupont-Aignan | 6 029   | 2,03 %     |         |            |  |  |
|                | EELV           | Éva Joly              | 4 482   | 1,51 %     |         |            |  |  |
|                | NPA            | Philippe Poutou       | 3 534   | 1,19 %     |         |            |  |  |
|                | LO             | Nathalie Arthaud      | 1 949   | 0,66 %     |         |            |  |  |
|                | S&P            | Jacques Cheminade     | 712     | 0,24 %     |         |            |  |  |
|                |                |                       |         |            |         |            |  |  |
|                |                |                       | Nombre  | % inscrits | Nombre  | % inscrits |  |  |
| Inscrits       | Inscrits       | Inscrits              | 382 003 |            | 382 133 |            |  |  |
| Abstentions    | Abstentions    | Abstentions           | 80 039  | 20,95 %    | 80 808  | 21,15 %    |  |  |
| Votants        | Votants        | Votants               | 301 964 | 79,05 %    | 301 325 | 78,85 %    |  |  |
|                |                |                       |         |            |         |            |  |  |
|                |                |                       |         | % votants  |         | % votants  |  |  |
| Blancs ou nuls | Blancs ou nuls | Blancs ou nuls        | 4 977   | 1,65 %     | 19 009  | 6,31 %     |  |  |
| Exprimés       | Exprimés       | Exprimés              | 296 987 | 98,35 %    | 282 316 | 98,35 %    |  |  |

### 2007
Au premier tour de l'élection présidentielle de 2007, Sarkozy réussit à capter une partie des voix de Le Pen et arrive largement en tête. Royal est la première femme qualifiée pour le second tour d'une élection présidentielle. Elle est battue avec une avance de 6 points.
Dans la Marne, Nicolas Sarkozy arrive en tête du premier tour avec 33,75 % des exprimés, suivi de Ségolène Royal (20,72 %), François Bayrou (17,79 %), Jean-Marie Le Pen (13,86 %) et Olivier Besancenot (4,27 %). Au second tour, les électeurs ont voté à 59,2 % pour Nicolas Sarkozy contre 40,8 % pour Ségolène Royal avec un taux de participation de 82,04 % des inscrits.
|                | UMP            | Nicolas Sarkozy      | 103 561 | 33,75 %    | 177 028 | 59,2 %     |  |  |
|                | PS             | Ségolène Royal       | 63 565  | 20,72 %    | 121 988 | 40,8 %     |  |  |
|                | UDF            | François Bayrou      | 54 596  | 17,79 %    |         |            |  |  |
|                | FN             | Jean-Marie Le Pen    | 42 514  | 13,86 %    |         |            |  |  |
|                | LCR            | Olivier Besancenot   | 13 099  | 4,27 %     |         |            |  |  |
|                | MPF            | Philippe de Villiers | 7 906   | 2,58 %     |         |            |  |  |
|                | LO             | Arlette Laguiller    | 5 451   | 1,78 %     |         |            |  |  |
|                | GPA            | Marie-George Buffet  | 4 982   | 1,62 %     |         |            |  |  |
|                | Les Verts      | Dominique Voynet     | 4 697   | 1,53 %     |         |            |  |  |
|                | CPNT           | Frédéric Nihous      | 2 925   | 0,95 %     |         |            |  |  |
|                | SE             | José Bové            | 2 726   | 0,89 %     |         |            |  |  |
|                | CNRSP          | Gérard Schivardi     | 817     | 0,27 %     |         |            |  |  |
|                |                |                      |         |            |         |            |  |  |
|                |                |                      | Nombre  | % inscrits | Nombre  | % inscrits |  |  |
| Inscrits       | Inscrits       | Inscrits             | 382 287 |            | 382 293 |            |  |  |
| Abstentions    | Abstentions    | Abstentions          | 71 089  | 18,6 %     | 68 645  | 17,96 %    |  |  |
| Votants        | Votants        | Votants              | 311 198 | 81,4 %     | 313 648 | 82,04 %    |  |  |
|                |                |                      |         |            |         |            |  |  |
|                |                |                      |         | % votants  |         | % votants  |  |  |
| Blancs ou nuls | Blancs ou nuls | Blancs ou nuls       | 4 359   | 1,4 %      | 14 632  | 4,67 %     |  |  |
| Exprimés       | Exprimés       | Exprimés             | 306 839 | 98,6 %     | 299 016 | 95,33 %    |  |  |

### 2002
Après cinq années de cohabitation, un duel est attendu entre Chirac et le Premier ministre Jospin lors de l'élection présidentielle de 2002, mais, à la surprise générale, ce dernier est devancé par Le Pen au premier tour. Au second tour, Chirac bénéficie du ralliement de la gauche et reçoit un score sans précédent. Il s'agit de la première élection pour un mandat de cinq ans et non plus sept.
Dans la Marne, Jacques  Chirac arrive en tête du premier tour avec 20,58 % des exprimés, suivi de Jean-Marie  Le Pen (19,34 %), Lionel  Jospin (13,83 %), François Bayrou (7,71 %) et Arlette Laguiller (6,93 %). Au second tour, les électeurs ont voté à 79,83 % pour Jacques  Chirac contre 20,17 % pour Jean-Marie  Le Pen avec un taux de participation de 77,67 % des inscrits.
|                | RPR            | Jacques Chirac          | 52 510  | 20,58 %    | 218 629 | 79,83 %    |  |  |
|                | FN             | Jean-Marie Le Pen       | 49 349  | 19,34 %    | 55 234  | 20,17 %    |  |  |
|                | PS             | Lionel Jospin           | 35 287  | 13,83 %    |         |            |  |  |
|                | UDF            | François Bayrou         | 19 663  | 7,71 %     |         |            |  |  |
|                | LO             | Arlette Laguiller       | 17 682  | 6,93 %     |         |            |  |  |
|                | MC             | Jean-Pierre Chevènement | 12 119  | 4,75 %     |         |            |  |  |
|                | Les Verts      | Noël Mamère             | 11 973  | 4,69 %     |         |            |  |  |
|                | DL             | Alain Madelin           | 10 848  | 4,25 %     |         |            |  |  |
|                | LCR            | Olivier Besancenot      | 10 072  | 3,95 %     |         |            |  |  |
|                | CPNT           | Jean Saint-Josse        | 8 872   | 3,48 %     |         |            |  |  |
|                | MNR            | Bruno Mégret            | 7 275   | 2,85 %     |         |            |  |  |
|                | PC             | Robert Hue              | 6 867   | 2,69 %     |         |            |  |  |
|                | Cap21          | Corinne Lepage          | 4 932   | 1,93 %     |         |            |  |  |
|                | PRG            | Christiane Taubira      | 3 778   | 1,48 %     |         |            |  |  |
|                | FRS            | Christine Boutin        | 2 724   | 1,07 %     |         |            |  |  |
|                | PT             | Daniel Gluckstein       | 1 180   | 0,46 %     |         |            |  |  |
|                |                |                         |         |            |         |            |  |  |
|                |                |                         | Nombre  | % inscrits | Nombre  | % inscrits |  |  |
| Inscrits       | Inscrits       | Inscrits                | 372 077 |            | 372 023 |            |  |  |
| Abstentions    | Abstentions    | Abstentions             | 109 097 | 29,32 %    | 83 084  | 22,33 %    |  |  |
| Votants        | Votants        | Votants                 | 262 980 | 70,68 %    | 288 939 | 77,67 %    |  |  |
|                |                |                         |         |            |         |            |  |  |
|                |                |                         |         | % votants  |         | % votants  |  |  |
| Blancs ou nuls | Blancs ou nuls | Blancs ou nuls          | 7 849   | 2,98 %     | 15 076  | 5,22 %     |  |  |
| Exprimés       | Exprimés       | Exprimés                | 255 131 | 97,02 %    | 273 863 | 94,78 %    |  |  |

### 1995
Après une nouvelle cohabitation et alors que la droite est particulièrement divisée entre Chirac et le Premier ministre Balladur, Jospin réussit à arriver en tête au premier tour de l'élection présidentielle de 1995, malgré la très lourde défaite de la gauche aux législatives de 1993. Au second tour, il est battu par Chirac.
Dans la Marne, Jacques Chirac arrive en tête du premier tour avec 20,84 % des exprimés, suivi de Lionel Jospin (20,57 %), Édouard Balladur (18,85 %), Jean-Marie Le Pen (17,62 %) et Robert Hue (7,46 %). Au second tour, les électeurs ont voté à 54,53 % pour Jacques Chirac contre 45,47 % pour Lionel Jospin avec un taux de participation de 78,46 % des inscrits.
|                | RPR            | Jacques Chirac       | 58 141  | 20,84 %    | 147 230 | 54,53 %    |  |  |
|                | PS             | Lionel Jospin        | 57 380  | 20,57 %    | 122 748 | 45,47 %    |  |  |
|                | RPR            | Édouard Balladur     | 52 591  | 18,85 %    |         |            |  |  |
|                | FN             | Jean-Marie Le Pen    | 49 161  | 17,62 %    |         |            |  |  |
|                | PC             | Robert Hue           | 20 825  | 7,46 %     |         |            |  |  |
|                | LO             | Arlette Laguiller    | 16 240  | 5,82 %     |         |            |  |  |
|                | MPF            | Philippe de Villiers | 14 655  | 5,25 %     |         |            |  |  |
|                | Les Verts      | Dominique Voynet     | 9 204   | 3,3 %      |         |            |  |  |
|                | S&P            | Jacques Cheminade    | 802     | 0,29 %     |         |            |  |  |
|                |                |                      |         |            |         |            |  |  |
|                |                |                      | Nombre  | % inscrits | Nombre  | % inscrits |  |  |
| Inscrits       | Inscrits       | Inscrits             | 366 487 |            | 366 184 |            |  |  |
| Abstentions    | Abstentions    | Abstentions          | 80 625  | 22 %       | 78 893  | 21,54 %    |  |  |
| Votants        | Votants        | Votants              | 285 862 | 78 %       | 287 291 | 78,46 %    |  |  |
|                |                |                      |         |            |         |            |  |  |
|                |                |                      |         | % votants  |         | % votants  |  |  |
| Blancs ou nuls | Blancs ou nuls | Blancs ou nuls       | 6 863   | 2,4 %      | 17 313  | 6,03 %     |  |  |
| Exprimés       | Exprimés       | Exprimés             | 278 999 | 97,6 %     | 269 978 | 93,97 %    |  |  |

### 1988
Après deux ans de cohabitation, Mitterrand affronte le Premier ministre Chirac lors de l'élection présidentielle de 1988. Le Pen obtient au premier tour un score jusque-là sans précédent pour un parti d'extrême droite. Au second tour, Mitterrand est facilement réélu.
Dans la Marne, François Mitterrand arrive en tête du premier tour avec 34,61 % des exprimés, suivi de Jacques Chirac (20,49 %), Raymond Barre (17,21 %), Jean-Marie Le Pen (14,03 %) et André Lajoinie (5,85 %). Au second tour, les électeurs ont voté à 53,87 % pour François Mitterrand contre 46,13 % pour Jacques Chirac avec un taux de participation de 83,65 % des inscrits.
|                | PS                    | François Mitterrand | 96 748  | 34,61 %    | 153 323 | 53,87 %    |  |  |
|                | RPR                   | Jacques Chirac      | 57 278  | 20,49 %    | 131 318 | 46,13 %    |  |  |
|                | SE                    | Raymond Barre       | 48 122  | 17,21 %    |         |            |  |  |
|                | FN                    | Jean-Marie Le Pen   | 39 217  | 14,03 %    |         |            |  |  |
|                | PC                    | André Lajoinie      | 16 351  | 5,85 %     |         |            |  |  |
|                | Les Verts             | Antoine Waechter    | 11 047  | 3,95 %     |         |            |  |  |
|                | LO                    | Arlette Laguiller   | 5 734   | 2,05 %     |         |            |  |  |
|                | Communiste rénovateur | Pierre Juquin       | 3 960   | 1,42 %     |         |            |  |  |
|                | MPT                   | Pierre Boussel      | 1 081   | 0,39 %     |         |            |  |  |
|                |                       |                     |         |            |         |            |  |  |
|                |                       |                     | Nombre  | % inscrits | Nombre  | % inscrits |  |  |
| Inscrits       | Inscrits              | Inscrits            | 352 702 |            | 352 619 |            |  |  |
| Abstentions    | Abstentions           | Abstentions         | 68 076  | 19,3 %     | 57 658  | 16,35 %    |  |  |
| Votants        | Votants               | Votants             | 284 626 | 80,7 %     | 294 961 | 83,65 %    |  |  |
|                |                       |                     |         |            |         |            |  |  |
|                |                       |                     |         | % votants  |         | % votants  |  |  |
| Blancs ou nuls | Blancs ou nuls        | Blancs ou nuls      | 5 088   | 1,79 %     | 10 320  | 3,5 %      |  |  |
| Exprimés       | Exprimés              | Exprimés            | 279 538 | 98,21 %    | 284 641 | 96,5 %     |  |  |

### 1981
Lors de l'élection présidentielle de 1981, Giscard d'Estaing arrive en tête au premier tour et affronte, comme la fois précédente, Mitterrand. Pour la première fois, un président sortant est battu : Mitterrand devient le premier président de gauche de la Ve République.
Dans la Marne, Valéry Giscard d'Estaing arrive en tête du premier tour avec 29,91 % des exprimés, suivi de François Mitterrand (24,26 %), Jacques Chirac (18,04 %), Georges Marchais (15,57 %) et Brice Lalonde (3,95 %). Au second tour, les électeurs ont voté à 50,9 % pour Valéry Giscard d'Estaing contre 49,61 % pour François Mitterrand avec un taux de participation de 86,17 % des inscrits.
|                | UDF            | Valéry Giscard d'Estaing | 82 127  | 29,91 %    | 144 839 | 50,39 %    |  |  |
|                | PS             | François Mitterrand      | 66 625  | 24,26 %    | 142 574 | 49,61 %    |  |  |
|                | RPR            | Jacques Chirac           | 49 545  | 18,04 %    |         |            |  |  |
|                | PC             | Georges Marchais         | 42 768  | 15,57 %    |         |            |  |  |
|                | MEP            | Brice Lalonde            | 10 845  | 3,95 %     |         |            |  |  |
|                | LO             | Arlette Laguiller        | 6 373   | 2,32 %     |         |            |  |  |
|                | MRG            | Michel Crépeau           | 5 341   | 1,94 %     |         |            |  |  |
|                | Divers droite  | Michel Debré             | 4 896   | 1,78 %     |         |            |  |  |
|                | Divers droite  | Marie-France Garaud      | 3 466   | 1,26 %     |         |            |  |  |
|                | PSU            | Huguette Bouchardeau     | 2 628   | 0,96 %     |         |            |  |  |
|                |                |                          |         |            |         |            |  |  |
|                |                |                          | Nombre  | % inscrits | Nombre  | % inscrits |  |  |
| Inscrits       | Inscrits       | Inscrits                 | 342 529 |            | 342 465 |            |  |  |
| Abstentions    | Abstentions    | Abstentions              | 63 616  | 18,57 %    | 47 365  | 13,83 %    |  |  |
| Votants        | Votants        | Votants                  | 278 913 | 81,43 %    | 295 100 | 86,17 %    |  |  |
|                |                |                          |         |            |         |            |  |  |
|                |                |                          |         | % votants  |         | % votants  |  |  |
| Blancs ou nuls | Blancs ou nuls | Blancs ou nuls           | 4 299   | 1,54 %     | 7 687   | 2,6 %      |  |  |
| Exprimés       | Exprimés       | Exprimés                 | 274 614 | 98,46 %    | 287 413 | 97,4 %     |  |  |

### 1974
L'élection présidentielle de 1974 est une élection anticipée à la suite de la mort de Pompidou. Mitterrand, candidat unique de la gauche, est largement en tête au premier tour devant Giscard d'Estaing, qui distance lui-même Chaban-Delmas. Au terme d'une campagne animée, marquée par un débat télévisé tendu, Giscard d'Estaing l'emporte avec une très courte avance.
Dans la Marne, François Mitterrand arrive en tête du premier tour avec 43,2 % des exprimés, suivi de Valéry Giscard d'Estaing (34,55 %), Jacques Chaban-Delmas (13,49 %), Jean Royer (2,42 %) et Arlette Laguiller (2,39 %). Au second tour, les électeurs ont voté à 50,9 % pour Valéry Giscard d'Estaing contre 49,1 % pour François Mitterrand avec un taux de participation de 87,51 % des inscrits.
|                | PS             | François Mitterrand      | 102 688 | 43,2 %     | 119 830 | 49,1 %     |  |  |
|                | RI             | Valéry Giscard d'Estaing | 82 112  | 34,55 %    | 124 234 | 50,9 %     |  |  |
|                | UDR            | Jacques Chaban-Delmas    | 32 055  | 13,49 %    |         |            |  |  |
|                | SE             | Jean Royer               | 5 759   | 2,42 %     |         |            |  |  |
|                | LO             | Arlette Laguiller        | 5 672   | 2,39 %     |         |            |  |  |
|                | SE, écologiste | René Dumont              | 3 864   | 1,63 %     |         |            |  |  |
|                | MDSF           | Émile Muller             | 1 858   | 0,78 %     |         |            |  |  |
|                | FN             | Jean-Marie Le Pen        | 1 626   | 0,68 %     |         |            |  |  |
|                | FCR            | Alain Krivine            | 1 073   | 0,45 %     |         |            |  |  |
|                | NAR            | Bertrand Renouvin        | 479     | 0,2 %      |         |            |  |  |
|                | MFE            | Jean-Claude Sebag        | 378     | 0,16 %     |         |            |  |  |
|                |                |                          |         |            |         |            |  |  |
|                |                |                          | Nombre  | % inscrits | Nombre  | % inscrits |  |  |
| Inscrits       | Inscrits       | Inscrits                 | 282 322 |            | 282 268 |            |  |  |
| Abstentions    | Abstentions    | Abstentions              | 42 706  | 15,13 %    | 35 263  | 12,49 %    |  |  |
| Votants        | Votants        | Votants                  | 239 616 | 84,87 %    | 247 005 | 87,51 %    |  |  |
|                |                |                          |         |            |         |            |  |  |
|                |                |                          |         | % votants  |         | % votants  |  |  |
| Blancs ou nuls | Blancs ou nuls | Blancs ou nuls           | 1 928   | 0,8 %      | 2 941   | 1,19 %     |  |  |
| Exprimés       | Exprimés       | Exprimés                 | 237 688 | 99,2 %     | 244 064 | 98,81 %    |  |  |

### 1969
L'élection présidentielle de 1969 est une élection anticipée à la suite de la démission de De Gaulle. La gauche se lance désunie dans la course et, bien que Duclos (PCF) manque de le devancer, c'est le président par intérim Poher qui accède au second tour face à l'ex-Premier ministre Pompidou. Alors que Duclos refuse d'appeler à voter au second tour pour « bonnet blanc ou blanc bonnet », Pompidou est finalement largement élu.
Dans la Marne, Georges Pompidou arrive en tête du premier tour avec 44,11 % des exprimés, suivi de Jacques Duclos (22,56 %), Alain Poher (22,3 %), Gaston Defferre (4,97 %) et Michel Rocard (3,66 %). Au second tour, les électeurs ont voté à 58,86 % pour Georges Pompidou contre 41,14 % pour Alain Poher avec un taux de participation de 66,92 % des inscrits.
|                | UDR            | Georges Pompidou | 91 069  | 44,11 %    | 98 525  | 58,86 %    |  |  |
|                | PC             | Jacques Duclos   | 46 581  | 22,56 %    |         |            |  |  |
|                | CD             | Alain Poher      | 46 044  | 22,3 %     | 68 869  | 41,14 %    |  |  |
|                | SFIO           | Gaston Defferre  | 10 252  | 4,97 %     |         |            |  |  |
|                | PSU            | Michel Rocard    | 7 566   | 3,66 %     |         |            |  |  |
|                | SE             | Louis Ducatel    | 2 798   | 1,36 %     |         |            |  |  |
|                | LC             | Alain Krivine    | 2 141   | 1,04 %     |         |            |  |  |
|                |                |                  |         |            |         |            |  |  |
|                |                |                  | Nombre  | % inscrits | Nombre  | % inscrits |  |  |
| Inscrits       | Inscrits       | Inscrits         | 267 759 |            | 267 662 |            |  |  |
| Abstentions    | Abstentions    | Abstentions      | 58 708  | 21,93 %    | 88 537  | 33,08 %    |  |  |
| Votants        | Votants        | Votants          | 209 051 | 78,07 %    | 179 125 | 66,92 %    |  |  |
|                |                |                  |         |            |         |            |  |  |
|                |                |                  |         | % votants  |         | % votants  |  |  |
| Blancs ou nuls | Blancs ou nuls | Blancs ou nuls   | 2 600   | 1,24 %     | 11 731  | 6,55 %     |  |  |
| Exprimés       | Exprimés       | Exprimés         | 206 451 | 98,76 %    | 167 394 | 93,45 %    |  |  |

### 1965
L'élection présidentielle de 1965 est la première élection au suffrage universel direct à la suite du référendum d'octobre 1962. De Gaulle est mis en ballottage, à la surprise générale, par Mitterrand, candidat unique de la gauche. La campagne du second tour est axée sur l'Europe et les relations internationales ainsi que sur l'armement nucléaire. De Gaulle est finalement réélu avec une large avance.
Dans la Marne, Charles de Gaulle arrive en tête du premier tour avec 44,34 % des exprimés, suivi de François Mitterrand (31,79 %), Jean Lecanuet (18,12 %), Jean-Louis Tixier-Vignancour (3,33 %) et Pierre Marcilhacy (1,28 %). Au second tour, les électeurs ont voté à 55,9 % pour Charles de Gaulle contre 44,1 % pour François Mitterrand avec un taux de participation de 84,09 % des inscrits.
|                | UNR            | Charles de Gaulle            | 95 892  | 44,34 %    | 117 740 | 55,9 %     |  |  |
|                | CIR            | François Mitterrand          | 68 748  | 31,79 %    | 92 877  | 44,1 %     |  |  |
|                | MRP            | Jean Lecanuet                | 39 190  | 18,12 %    |         |            |  |  |
|                | SE             | Jean-Louis Tixier-Vignancour | 7 205   | 3,33 %     |         |            |  |  |
|                | PLE            | Pierre Marcilhacy            | 2 759   | 1,28 %     |         |            |  |  |
|                | SE             | Marcel Barbu                 | 2 448   | 1,13 %     |         |            |  |  |
|                |                |                              |         |            |         |            |  |  |
|                |                |                              | Nombre  | % inscrits | Nombre  | % inscrits |  |  |
| Inscrits       | Inscrits       | Inscrits                     | 258 504 |            | 258 446 |            |  |  |
| Abstentions    | Abstentions    | Abstentions                  | 40 228  | 15,56 %    | 41 106  | 15,91 %    |  |  |
| Votants        | Votants        | Votants                      | 218 276 | 84,44 %    | 217 340 | 84,09 %    |  |  |
|                |                |                              |         |            |         |            |  |  |
|                |                |                              |         | % votants  |         | % votants  |  |  |
| Blancs ou nuls | Blancs ou nuls | Blancs ou nuls               | 2 034   | 0,93 %     | 6 723   | 3,09 %     |  |  |
| Exprimés       | Exprimés       | Exprimés                     | 216 242 | 99,07 %    | 210 617 | 96,91 %    |  |  |